# Wild Horses (Birdy)
Wild Horses è un singolo della cantante britannica Birdy, pubblicato l'11 marzo 2016 come secondo estratto dal terzo album in studio Beautiful Lies.

## Descrizione
La canzone è stata scritta da Jasmine van den Bogaerde e John McDaid.

## Tracce
Download digitale
1. Wild Horses – 3:05